# 哈格羅夫 (密蘇里州)
哈格羅夫（英語：Hargrove）是位於美國密蘇里州鄧克林縣的非建制地區。

## 地理
哈格羅夫所處的海拔為高於海平面74米（即243英呎），而該地所採用的時區為UTC-6，即北美中部時區（CST）。同時該地設有夏令時間，為UTC-6調快一小時，即UTC-5（CDT）。